# 賴特鎮區 (愛荷華州韋恩縣)
賴特鎮區（英語：Wright Township）是位於美國愛荷華州韋恩縣的一個行政鎮區。

## 地方資料
根據2010年美國人口普查的數據，賴特鎮區的面積為92.51平方千米，當中陸地面積為91.17平方千米，而水域面積為1.34平方千米。當地共有人口208人，而人口密度為每平方千米2.25人。